# Fabian Plak
Fabian Plak (Tuitjenhorn, 23 juli 1997) is een Nederlandse volleyballer. Hij komt sinds mei 2016 uit voor het Nederlands volleybalteam en was lid van het Nederlandse volleybalteam op de Olympische Zomerspelen 2020. Plak heeft een seizoen gespeeld bij Grand Nancy in de Franse Ligue B en vanaf 2021 speelde hij bij Chaumont Volley-Ball 52, dat uitkomt in de Ligue A. Sinds 2023 speelt Plak bij Pallavolo Padova in de Serie A1.
Fabian Plak speelt zowel bij zijn club als voor Nederland als middenaanvaller.
Ook zijn oudere zus Celeste Plak komt uit voor het Nederlands team. Beiden zijn met hun sport begonnen bij volleybalclub De Boemel in hun geboortedorp Tuitjenhorn.